# Álvaro Lemos Collazo
Álvaro Lemos Collazo (Santiago de Compostel·la, 30 de març de 1993) és un futbolista professional gallec que juga com a lateral dret o com a interior pel Reial Oviedo.

## Carrera de club
Lemos va ingressar al planter del Deportivo de La Coruña el 2005, a 12 anys, després d'haver començat a jugar anteriorment a la SD Villestro. Va debutar com a sènior amb el Deportivo de La Coruña B el 2011, a la tercera divisió.
El juliol de 2013, després de fer la pretemporada amb el primer equip, Lemos va patir una greu lesió de genoll, i no va poder tornar a jugar fins al marça de l'any següent. El 21 de juliol de 2014 fou cedit a la SD Compostela de la segona B, per un any.
Lemos lluitar contra les lesions mentre era al Compos, i va acabar jugant 19 partits i marcant un gol. El 17 de juliol de 2015 va fitxar pel CD Lugo de la segona divisió, amb un contracte per tres anys.
El 9 de setembre de 2015 Lemos va debutar com a professional, entrant com a suplent a la segona part en el lloc de David Ferreiro en una victòria a fora per 1–0 contra el Córdoba CF, a la Copa del Rei 2015-16. El 27 de gener de l'any següent va signar un contracte professional i se li va assignar el dorsal 14.
El 5 de juliol de 2016, Lemos va signar contracte per cinc anys amb el Celta de Vigo. Va jugar el seu primer partit el 28 de gener, com a titular, i marcà el primer gol del partit, en una victòria per 2–0 contra el CD Leganés, equip contra el qual havia debutat com a professional amb el seu anterior equip.
El 10 de gener de 2018, després d'una cessió de sis mesos al RC Lens, Lemos va tornar a Lugo també amb un acord temporal. El 19 de juny va signar un contracte de tres anys amb la UD Las Palmas.
El 16 d'agost de 2022, després de consolidar-se com a titular, Lemos va renovar el seu contracte fins al 2025. Va ser principalment suplent d'Álex Suárez a la temporada 2022–23, marcant un gol en 26 partits en una temporada en què l'equip va aconseguir l'ascens a primera.
El 17 de juliol de 2024, després d'un altre any amb poc temps de joc, Lemos va rescindir el seu contracte amb Las Palmas, i va signar un contracte d'un any amb el Reial Oviedo a la segona divisió dos dies després.